# Hermann Bergengruen
Hermann Bergengruen (* 8. Junijul. / 20. Juni 1872greg. in Riga, Gouvernement Livland, Russisches Kaiserreich; † 22. Mai 1919 in Riga, jetzt Lettland), auch Hermann Bergengrün geschrieben, mit vollem Namen Hermann Walter Bergengruen, lettisch Hermanis Bergengrūens, war ein deutsch-baltischer Theologe. Er gilt als evangelischer Märtyrer und ist auf dem Rigaer Märtyrerstein verzeichnet.
Die Datumsangaben in diesem Artikel richten sich, wenn nicht anders angegeben, für den Zeitraum bis 1918 nach dem julianischen Kalender.

## Leben

### Jugend und Ausbildung
Hermann Bergengruen besuchte die Gymnasialabteilung des Rigaer Stadtgymnasiums. Er bestand im Dezember 1892 seine Abiturprüfung. Nach seinem Theologiestudium an der Kaiserlichen Universität Dorpat absolvierte Bergengruen im Mai 1899 die kirchliche Prüfung „pro venia et ministerio“ („für die Lehr- und Dienstbefugnis“) als Pfarrer. 1901 wurde die Rigaer Stadtmission gegründet, deren erster Inspektor er wurde. Ferner diente er als Stadtvikar. Er galt als humorvoll und zugleich ernst in wichtigen Dingen. Am 17. Februarjul. / 2. März 1902greg. wurde er in der Rigaer St. Petrikirche durch den Stadtpropst Theophil Gaehtgens ordiniert. Dabei assistierten Oberpastor Emil Kaehlbrandt und Pastor Oskar Schabert.
Am 19. November 1902 wurde er in die literärisch-praktische Bürgerverbindung aufgenommen. Am 5. Dezember 1902 erfolgte seine Aufnahme in die Gesellschaft für Geschichte und Alterthumskunde der Ostseeprovinzen Rußlands. Im Oktober 1903 wurde er zum Vorsitzenden des Evangelischen Nüchternheits-Vereins gewählt. Außerdem war er in der Administration der Sprostschen Dienstbotenstiftung der literärisch-praktischen Bürgerverbindung.

### Pastor in Wenden
Im Juli 1907 wurde Hermann Bergengruen zum Pastor der deutschen Stadtgemeinde in Wenden in Livland gewählt. Dort war er auch Oberlehrer an der Privatschule. Seine Ehe galt als glücklich, seine Arbeit als erfolgreich, er selbst als dankbar. Es ist aber überliefert, dass er schon in dieser Zeit darüber nachdachte, in welcher Weise wohl einmal das Leid in sein Leben treten würde, und ob er dem dann gewachsen sei. Das erwartete Unglück begann mit einer schweren und langdauernden Erkrankung seiner Ehefrau, die sich einstellte, als ihre Kinder noch jung waren. Bergengruen beschwerte sich darüber nicht, drückte sogar seine Dankbarkeit für die geistlichen Lehren aus, die er aus diesen Erfahrungen ziehen konnte.
1915 wurde er für 18 Monate nach Sibirien verbannt, da er während des Ersten Weltkrieges als ethnischer Deutscher und evangelischer Geistlicher als verdächtig galt, obwohl es keinerlei Indizien für eine antirussische Haltung gab. Eine offizielle Begründung gab es ebenfalls nicht. Die Unterkunft war sehr schlecht, ferner stand Bergengruen unter Polizeiaufsicht, was seine Bewegungsfreiheit einschränkte. Auch in dieser Situation zeigte sich bei ihm keine Verbitterung. Die Umstände standen in krassem Gegensatz zu dem, was er als Europäer von hohem Bildungsstand gewohnt war, was er aber mit Humor trug. Den wenig abwechslungsreichen Tagesablauf an dem abgelegenen Ort nutzte er kontemplativ. Er war der Ansicht, dass die Verbannung eine Strafe Gottes für seine Sünden sei. Ähnlich dachte er darüber, warum Gott der Welt die Geißel des Weltkriegs geschickt hatte. Die seelsorgerische Arbeit für seine Gemeinde versuchte er, postalisch weiterzuführen. Die Briefe mussten in russischer Sprache verfasst werden.
Die Revolutionen von 1917 erlaubten es Bergengruen wie allen aus politischen Gründen Verbannten, Sibirien zu verlassen.
Livland wurde von deutschen Truppen erobert, was es Bergengruen schließlich erlaubte, im Mai 1918 nach Wenden zurückzukehren, wo er von seiner Gemeinde dankbar aufgenommen wurde. Seine Predigten aus dieser Zeit können als Glaubensbekenntnisse gelten und zeigten, wie die Abgeschiedenheit seiner Verbannung ihn mit Gott verbunden hatte.

### Exil in Riga
Zur Zeit des Lettischen Unabhängigkeitskrieges, noch im Dezember 1918, als sich die Bolschewiki Wenden näherten, floh ein Großteil der Gemeinde nach Riga, das sicher schien, da es um jeden Preis verteidigt werden sollte. Hermann Bergengruen trug schwer an der Frage, ob er bei den Wenigen bleiben sollte, die in Wenden zurückblieben, oder ob er sich der Mehrheit seiner Gemeinde anschließen sollte. Er entschied sich für Letzteres. Der militärische Druck der Bolschewiki auf Riga erhöhte sich immer mehr, so dass auch aus dieser Stadt Viele flohen, die neue lettische Regierung eingeschlossen. Personen, die in Riga blieben, litten psychisch unter der Flucht der Anderen. Dies bewog Bergengruen, in der Stadt zu bleiben. Nach der Flucht des Pastors der Petrigemeinde übernahm er deshalb dessen Posten. Er rechnete mit dem Schlimmsten und sprach offen aus, dass er gerne weiterleben würde. In seiner lebensbejahenden Haltung beantwortete er die Beschwerden der Gemeinde über die schwere Zeit damit, dass sie mit Christus litten, wobei er auf 1 Petr 4,12-19  hinwies. Seine Leiden betrachtete er als selbstverständlichen Bestandteil christlichen Lebens, nicht als besonderes Martyrium.
Am 6. April 1919 bereitete sich Hermann Bergengruen in der Sakristei der Petrikirche auf den bevorstehenden Gottesdienst vor, bei dem er Theodor Hoffmann als Abendmahlshelfer dienen wollte. Er wurde von den Bolschewiki verhaftet, welche inzwischen die Kontrolle über Riga übernommen hatten, und schwer bewacht abgeführt. Zeitnah wurden auch seine Frau und seine Kinder in ihrer Wohnung festgenommen, so dass sie sich bei der Polizei trafen, wo sie noch eine gemeinsame Stunde zwischen Besatzern und Kriminellen verbringen konnten. Hermann Bergengruen drückte seine Dankbarkeit Gott gegenüber für alles Positive, das er bis dahin erleben konnte, aus. Er verabschiedete sich von seiner Frau mit den Worten:

„Was auch kommen mag, werde nie bitter.“

### Haft
Hermann Bergengruen wurde gemeinsam mit seinem 13-jährigen Sohn außerhalb der Stadt in einer großen Zelle im Rigaer Zentralgefängnis inhaftiert, in der auch die Pastoren Erhard Doebler, Alfred Geist, Theodor Hoffmann, August Eckhardt und Eberhard Savary festgehalten wurden. Hier waren alle Geiseln der Bolschewiki inhaftiert. Die jüngeren Kinder Bergengruens wurden freigelassen, seine Frau kam in das Matthäigefängnis. Hermann Bergengruen und seine Frau erfuhren nichts vom Schicksal des jeweils Anderen.
Am 20. April wurde die Ehefrau Bergengruens unerwartet entlassen. Nun konnte sie sich heimlich mit ihrem Mann schreiben. Von dieser Korrespondenz ist nichts Schriftliches unmittelbar erhalten, da die Briefe auf Bergengruens Wunsch hin vernichtet wurden, um schwere Gefahren für sich, seine Frau und die Überbringer der Briefe zu vermeiden. Bekannt ist, dass der Pastor sich auch in seinen Briefen nicht über sein Schicksal beklagte; vielmehr drückte er seinen Dank für die Führung Gottes aus und meinte

„dass nichts über unsere Kraft geht, was Gott von uns verlangt.“

In den Briefen galt seine Sorge seinen Angehörigen und Mitgefangenen; am Anfang stand stets ein Bibelvers, der Mut machen sollte. Seine Frau ermahnte er:

„Nimm nie die Freude aus dem Leben der Kinder.“

Er bemühte sich, seine Mitgefangenen zu trösten und zu erfreuen und hielt Andachten für sie ab.
Von der Nebenzelle aus, in der die Frauen untergebracht waren, hörten er und die anderen Gefangenen Marion von Klot abends das Lied „Weiß ich den Weg auch nicht, du weißt ihn wohl“ singen. Für den 1. Mai erwarteten die Gefangenen eine Amnestie, die aber ausblieb. Sie waren zwischen Hoffnung und Schicksalsergebenheit hin- und hergerissen.
Am 10. Mai schrieb Doebler in einem seiner Briefe, dass nun in allen Zellen täglich Morgen- und Abendandachten stattfänden.
Bergengruens Briefe erhielten immer mehr den Stil von Abschiedsbriefen; er passte sich an seine Situation an. Seine Frau konnte ihn noch einmal auf dem Kirchhof treffen, wo er Gräber für die vielen am Fleckfieber Verstorbenen ausheben musste. Aus seinem Blick schloss seine Frau, dass er sich schon von dieser Welt abgekehrt hatte.

### Hinrichtung
Am 22. Mai 1919 stand das Gefängnis kurz vor der Erstürmung durch einen Stoßtrupp der Baltischen Landeswehr, wovon die Gefangenen nichts wussten. Kurz vor dem Rückzug der Bolschewiki aus Riga traten die Kommissare schwer bewaffnet in die Zelle und verboten jede Bewegung und jedes Wort. Dann wurden einige Adelige hinausgeführt. Die Eisentür wurde wieder geschlossen. Eckhardt betete nach einem Moment betroffener Stille laut für die Hinausgeführten. Noch vor Ende des Gebets wurde die Tür wieder geöffnet. Nun mussten einige Pastoren heraustreten, darunter Bergengruen, Doebler, Hoffmann, Eckhardt und Savary. Hermann Bergengruen und 32 Mitgefangene (siehe die untenstehende Liste) wurden in geordnetem Zug durch die langen Korridore unter schwerer Bewachung auf den Gefängnishof geführt. Dort hatten Soldaten der Roten Armee, welche die Wachmannschaft bildeten, Aufstellung genommen, und erschossen nun alle Hinausgeführten.
Sofort danach flohen die Soldaten und Kommissare. Wenig später bahnte ein Panzerwagen der Landeswehr sich den Weg zum Gefängnis, die Verwandten der Gefangenen folgten ihm in den Hof. Sie waren erschüttert von dem Anblick, der sich ihnen bot.
Für seine Beerdigung hatte sich Hermann Bergengruen Psalm 103 (siehe Ps 103,1-22 ), ein Lob- und Danklied, sowie Lk 18,13 , das Gebet des Zöllners (siehe Pharisäer und Zöllner), ausgesucht.